# Usina Hidrelétrica do Paranoá
A Usina Hidrelétrica do Paranoá utiliza água represada no Lago Paranoá no Distrito Federal, que tem área máxima de 38 quilômetros quadrados. Sua capacidade instalada é de 30 MW. Seu nível máximo operacional é a 1000,80 metros acima do nível do mar e seu nível mínimo operacional é 999,80 metros acima do nível do mar, sendo considerada uma usina hidrelétrica a fio d'água.
A usina se liga ao lago por meio de uma estrutura de adução com cerca de dois quilômetros de extensão, o que permite um desnível para geração de 105 metros.
A geração de energia elétrica teve início em setembro de 1962.